# Federico Bollati
Federico Bollati (Pavia, 30 gennaio 1978) è uno schermidore italiano, specializzato nella spada.

## Palmarès

### Giochi del Mediterraneo
Individuale
- Bronzo nella spada ad Almería 2005

### Campionati italiani assoluti
Individuale
- Oro nella spada a Tivoli 2009
- Bronzo nella spada a Roma 2003
- Bronzo nella spada a Assisi 2005

### Campionati europei master
Individuale
- Argento nella spada cat. 1 ai Campionati europei master 2023 di Thionville[1]

A squadre
- Bronzo nella spada ai Campionati europei master 2022 di Amburgo
- Bronzo nella spada ai Campionati europei master 2024 di Ciney

### Campionati italiani master
Individuale
- Oro nella spada cat. 0 ai Campionati italiani master 2012[2]
- Oro nella spada cat. 0 ai Campionati italiani master 2013
- Oro nella spada cat. 1 ai Campionati italiani master 2022
- Oro nella spada cat. 1 ai Campionati italiani master 2024

A squadre
- Oro nella spada cat. A ai Campionati italiani master 2015 (con la Scherma Cariplo Piccolo Teatro Milano)
- Oro nella spada cat. A ai Campionati italiani master 2016 (con la Scherma Cariplo Piccolo Teatro Milano)
- Oro nella spada cat. A ai Campionati italiani master 2018 (con il CUS Pavia)

## Onorificenze
Nel 2012 riceve la Medaglia di Bronzo al Merito Sportivo del CONI.